# Sébastien Zita Bazemo
Sébastien Zita Bazemo né le 6 mars 1979 est un styliste burkinabè. Il est à l’initiative de la réinvention et la valorisation du pagne traditionnel Koko Dunda, un textile populaire originaire de Bobo Dioulasso  signifiant en langue dioula « mon mari n’a pas d’argent ». Le pagne est labellisé en 2020.

## Biographie

### Enfance & études
Sébastien Zita Bazemo,, naît à Abidjan en Côte d’Ivoire. Il y passe son enfance et ses études jusqu’à l’obtention du diplôme de couturier-styliste-modéliste délivré par le ministère chargé de l’Enseignement technique et de la formation professionnelle de Côte d’Ivoire. Il commence sa carrière la même année avec le lancement de la marque Bazem’se. 20 ans après, la marque Bazem'se devient Sébastien Bazemo. Il réinvente le Koko Dunda, un textile populaire originaire de la ville de Bobo-Dioulasso communément appelé en langue dioula « mon mari n’a pas d’argent ».

## Carrière
Sébastien commence sa carrière de créateur de mode en 1999 avec la mise en place de deux ateliers de couture. En 2001, grâce au concours YEHE où il obtient le premier prix, il bénéficie d’une bourse d’étude offerte par l’Union Européenne. Il passe quatre mois de formation avec le promoteur Cours Figaro Couture. Dès 2004 il confectionne les uniformes des structures privées et publiques telles que les banques, les compagnies aériennes telles que Royal Air Maroc, Air Burkina, les téléphonies mobiles, les restaurants, etc.
Il met en place des évènements de mode comme les festivals folie de mode, fashion week dont l’objectif est de renforcer la réputation de Ouagadougou comme capitale de la culture africaine. De nombreux stylistes internationaux sont chaque année invités à ces évènements. Sébastien est sélectionné en 2023 pour faire une exposition à Pure London. Chaque année, le styliste burkinabè sort une nouvelle collection.

## Travail
Sébastien Bazemo a habillé des personnalités comme Angelina Jolie, Princesse Charlène de Monaco, Alpha Blondy, Meiway, Coumba Gawlo, Babani Koné, Monique Seka, Asalfo Magie Système, etc.
En 2023, il participera à l’évènement mondial de mode Who's Next à Paris en France. Le styliste est animé par son art et par son amour pour l’Afrique. Il exprime sa double créativité par déceler et révéler une étoffe traditionnelle oubliée et s’inspire des émotions que lui procurent ces étoffes pour créer des pièces signatures uniques.

## Distinctions
- 2000 : Premier prix YEHE (aiguille d’or), Abidjan (Côte d’Ivoire)[10]
- 2007 : Premier prix au Concours des jeunes stylistes, Afric Collection Douala (Cameroun)
- 2010 : Prix d’intégration Notto Fiore, Sicile (Italie)
- 2011 : Prix d’Honneur Fesmma (Festival du Mannequin et de la Mode Africaine), Cotonou (Bénin)
- 2014 : Prix d’Excellence Fesmma (Festival du Mannequin et de la Mode Africaine), Cotonou (Bénin)
- 2015 : Prix du Carrousel de la Mode, Pointe Noire (Congo Brazzaville)[11]
- 2016 : Les Trésors du Faso : Meilleur Styliste et Meilleure innovation (Ministère de la Culture) Ouagadougou (Burkina Faso)
- 2015 : Décoration de Chevalier de l’Ordre du Mérite, des Arts, des Lettres et de la Communication (Burkina Faso)
- 2017 :  Personnalité influente de l’année dans le domaine de la culture (Intelligence Burkinabè pour le développement) Ouagadougou (Burkina Faso)
- 2018 : Personnalité influente de l’année 2018 dans le domaine de la culture (Intelligence Burkinabè pour le développement) Ouagadougou (Burkina Faso)
- 2019 : Lauréat du Programme d’incubation Afrique Créative de l’Agence Française de Développement.
- 2020 : Labellisation du Koko Dunda[12],[13],[14]